# WMOC 2025 Girona
El World Masters Orienteering Championship 2025 es celebrarà a Girona del 8 al 15 d'agost. Aquesta prova de la International Orienteering Federation (IOF) celebrarà a la ciutat catalana la seva 36a Edició. Les subseus seran Besalú, Banyoles, Pals i Cassà de la Selva. Ho organitzarà la Federació de Curses d'Orientació de Catalunya (FCOC) i el Director de l'esdeveniment serà en Josep Maria Santiago.
Es tracta del mundial de veterans (per a majors de 35 anys) de Curses d'Orientació a la seva modalitat d'O-Peu. Es disputarà per primera vegada a Catalunya i serà l'avantsala del mundial absolut, el World Orienteering Championship de 2028.
El programa de competició inclourà:
- Divendres 8 d'agost Sprint Model Event a Besalú i Banyoles
- Dissabte 9 d'agost Qualificació Esprint a Girona
- Diumenge 10 d'agost Final Esprint a Girona
- Dilluns 11 d'agost Forest Model Event a Pals
- Dimarts 12 d'agost Qualificació Bosc a Pals
- Dimecres 13 d'agost Final Mitja Distància a Pals
- Dijous 14 d'agost Forest Model Event
- Divendres 15 d'agost Final Llarga Distància a Cassà de la Selva

Comptarà amb la participació de prop de 3000 corredors de 47 països diferents i dels cinc continents.